# Axel Nyblæus

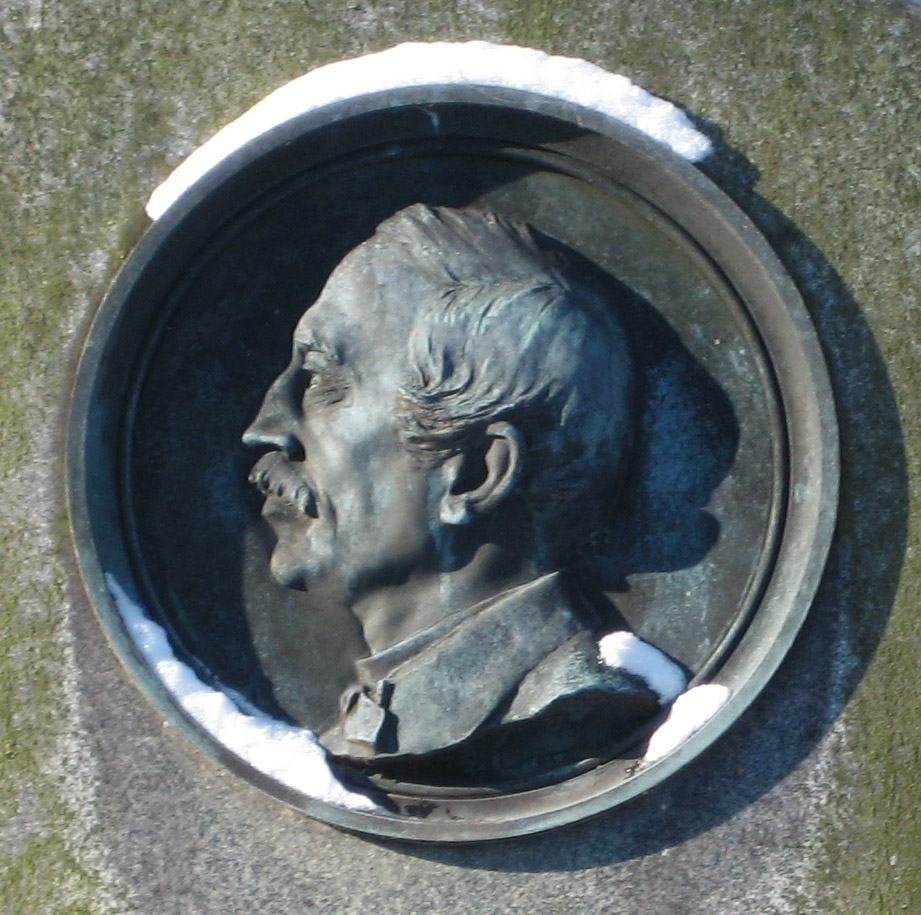
Porträttrelief av Axel Nyblæus.

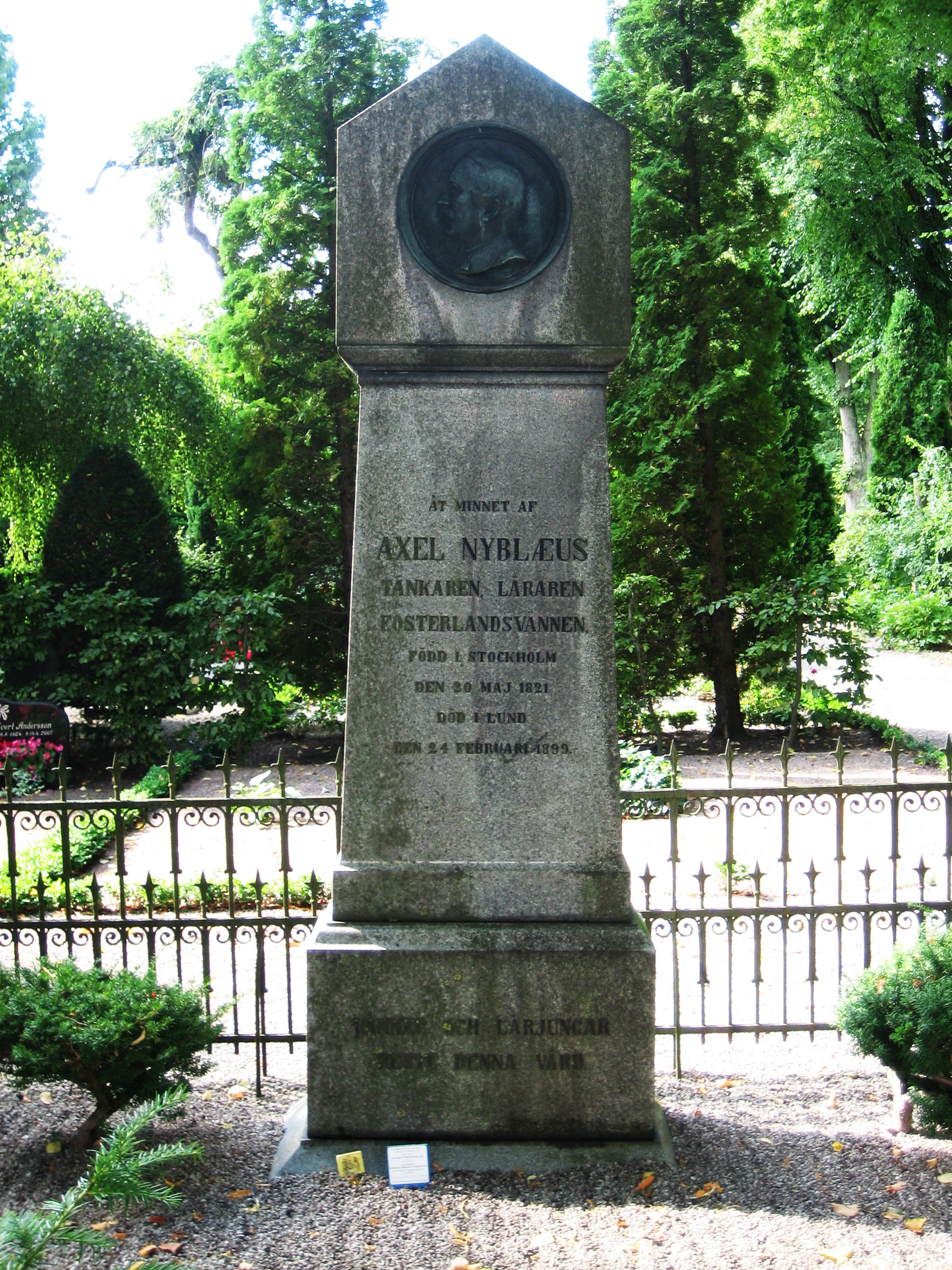
Axel Nyblæis gravvård på Norra kyrkogården i Lund.

Johan Axel Nyblæus, född den 20 maj 1821 i Stockholm, död den 24 februari 1899 i Lund, var en svensk filosof och universitetslärare, Gustaf Nyblæus kusin. Hans verksamhet rörde främst filosofins historia, politisk filosofi, rättsfilosofi och religionsfilosofi, och han var starkt präglad av sin lärare Christopher Jacob Boström.

## Biografi
Axel Nyblæus var son till barnhusläkaren med. dr Johan Erik Nyblæus och Charlotta Windahl. Han blev student vid Uppsala universitet 1839, 1851 fil. mag. och 1852 docent i filosofins historia där. 1853 utnämndes han till adjunkt i teoretisk och praktisk filosofi vid högskolan i Lund och förestod från november samma år professuren i praktisk filosofi där, tills han i maj 1856 blev ordinarie professor. Han gick i pension 1886.
1850, 1859 och 1862 genomförde Nyblæus utlandsresor i vetenskapligt syfte. Han blev 1878 medlem av Fysiografiska sällskapet i Lund och av Vetenskaps- och vitterhetssamhället i Göteborg, 1879  ledamot av Vetenskapsakademien samt promoverades vid Köpenhamns universitets jubelfest samma år till hedersdoktor vid juridiska fakulteten. 1876 erhöll han av Svenska akademien Kungliga priset.
Under hela sitt liv förfäktade han Lings gymnastiska idéer, och var mycket fysiskt aktiv tills han invalidiserades de sista tio åren av sitt liv. Trots att han var förlamad fortsatte han att arbeta till slutet, och dikterade de sista delarna av Den filosofiska forskningen i Sverige för sin dotter.
Nyblæus ligger begravd på Norra kyrkogården i Lund.

## Filosofiska verk och läror
Som tänkare tillhörde Nyblæus den boströmska skolan. Han strävade efter att utveckla Boströms idéer genom flera mindre uppsatser, huvudsakligen på religionsfilosofiens och samhällsvetenskapens områden. Med hjälp av den boströmska filosofins begrepp och föreställningar försökte han också inom religionens område verka för vad han menade var en högre uppfattning av kristendomen än den svenska statskyrkans. Mycket av kritiken mot den etablerade kristendomen grundade sig i Boströms tankegångar som de uttrycktes i Anmärkningar om helfvetesläran, men Nyblæus var också starkt kritisk mot lärorna om treenigheten och Kristi gudom.
Inom samhällsvetenskapen var hans viktigaste arbete Om statsmaktens grund och väsende en översikt av den filosofiska statslärans historia, vilken under lång tid var den enda i sitt slag på svenska. Den blev dock aldrig fullbordad (häfte I utkom 1864 och i ny, utökad upplaga 1882). Bland smärre skrifter av Nyblæus kan också nämnas Om straffrätten (1852; 3:e reviderade upplagan Om statens straffrätt, 1879), Är en practisk philosophi möjlig efter Hegels verldsåsigt? (1855; 2:a upplagan 1856; översatt på danska 1855), Trenne religionsphilosophiska uppsatser (1874; innehållande de redan förut publicerade uppsatserna Om den religiösa tron och vetandet, Theodor Parker och den religiösa frågan samt Striden om Christi gudom mellan Viktor Rydberg och biskop Beckman) samt Tvänne uppsatser om den boströmska filosofien (1885).
Sin största betydelse kan Nyblæus sägas ha fått genom sin roll som den svenska filosofins hävdatecknare. Från början tycks det ha varit hans avsikt att fylla bristen på en fullständig litterär framställning av den boströmska filosofin. Under förberedelserna till detta arbete leddes han emellertid till studiet av den föregående svenska filosofin, och resultatet blev hans stora verk Den filosofiska forskningen i Sverige från slutet af adertonde århundradet, framstäld i sitt sammanhang med filosofiens allmänna utveckling (1-4, 1873-1897). I detta arbete sökte Nyblæus visa, att den svenska filosofin, trots sin nära förbindelse med den tyska, ändå har en självständig karaktär och en självständig utveckling. Utmärkande för den svenska filosofin är enligt Nyblæus dess benägenhet att söka sig till en rent osinnlig verklighet som det sinnligas grund, och att i samband med detta, i motsats till den samtida tyska filosofins panteism, försöka lägga grunden till en vetenskaplig teism och att vetenskapligt bevisa människans frihet och odödlighet. I sin mest fulländade form framträder visserligen denna strävan hos Boström, men ansatser i samma riktning finner Nyblæus redan hos föregångarna, inte minst Nils Fredrik Biberg, Samuel Grubbe och Erik Gustaf Geijer.
Nyblæus bidrog också till kunskapen om den svenska filosofins historia genom att ge ut Samuel Grubbes filosofiska skrifter i urval (I-VII, 1876 -84; de tre sista banden i förening med docenten R. Geijer i Lund).

## Priser och utmärkelser
- 1876 – Kungliga priset
- 1879 – Ledamot av Kungliga Vetenskapsakademien
- 1879 – Hedersdoktor vid Köpenhamns universitet (juridiska fakulteten)